# Anna von Masowien

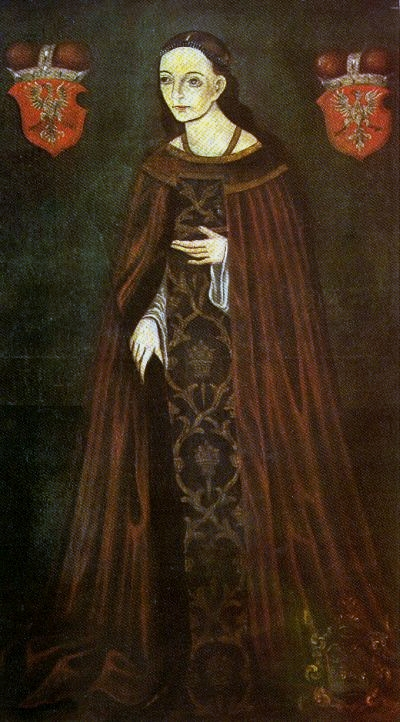
Um 1520

Anna von Masowien (poln. Anna Mazowiecka auch Anna Odrowąż; * 1498; † 26. Januar 1557) war eine Herzogin in Masowien. Sie entstammte dem Adelsgeschlecht der masowischen Piasten, deren letzte Vertreterin sie war.

## Leben
Anna war die Tochter von Herzog Konrad III. († 1503) und der litauischen Adeligen Anna Radziwiłł. Sie war Schwester der letzten masowischen Herzöge Janusz III. und Stanislaus. Nach dem Tod von Stanislaus im Jahre 1526 wollten einige masowische Magnaten Anna zur Regentin von Masowien küren, um den Heimfall des Lehens an die polnische Krone zu verhindern. Auch Albrecht von Preußen und Bona Sforza sowie die Habsburger und Báthory unterstützten zunächst Anna als Herzogin von Masowien. Anna sollte Albrecht oder dessen Bruder Wilhelm von Brandenburg-Ansbach-Kulmbach, später auch Sigismund II. August heiraten. Hierzu kam es jedoch nicht, da Bona Sforza ihre Unterstützung für Anna fallen ließ und die Inkorporation von Masowien in die polnische Krone vorantrieb. Anna behielt aber einige Städte in Masowien, unter anderem Warschau. 1536 heiratete sie den ruthenischen Woiwoden Stanisław Odrowąż. 1537 musste sie auf ihre Besitzungen endgültig verzichten. Einen großen Teil davon übernahm Bona Sforza. Sie verließ Masowien und nahm ihren Sitz im Schloss von Jarosław, wo sie 1540 eine Tochter Zofia ze Sprowy Odrowążówna zur Welt brachte. Sie starb 1557 auf dem Schloss. Mit ihr starben die masowischen Piasten aus.

## Ehe und Familie
Herzögin Anna war mit Stanisław Odrowąż verheiratet. Mit ihr hatte sie die Tochter Zofia ze Sprowy Odrowążówna. Nach ihrem Tod wurde sie in Jarosław beigesetzt.